# Phalacropterix praecellens
Phalacropterix praecellens är en fjärilsart som beskrevs av Otto Staudinger 1870. Phalacropterix praecellens ingår i släktet Phalacropterix och familjen säckspinnare. Inga underarter finns listade i Catalogue of Life.